# 刘炎立
刘炎立（1981年6月7日—），中国男子现代五项运动员。曾参加2010年广州亚运会现代五项比赛，并获得男子个人第九名和男子团体银牌。他也参加了2002年亚洲运动会。